# Чога Регина Егбеме
Чога Регина Егбеме (на английски: Choga Regina Egbeme) е нигерийска писателка.

## Биография и творчество
Чога Регина Егбеме е родена през 1976 г. в Лагос, Нигерия. Майка ѝ е германка, тридесет и трета съпруга на богат фермер. Прекарва щастливо детството и началото на младостта си в харема на баща си. Тя е на 16 години, когато баща ѝ я принуждава, въпреки протеста на майка ѝ, да се омъжи за човек, трийсет и две години по-възрастен от нея и болен от СПИН. Насилена е, забременява и е заразена от съпруга си със СПИН.
С помощта на майка си успява да избяга и се скрива в къщата на африкански билкари, където живее в компанията на жени. Там тя започва да учи медицина и африкански билкови ритуали. През 1995 г. ражда син – Джошуа, който също е заразен със СПИН. След обучението си от африканските лечители се завръща в Лагос и живее във фермата на майка си, която е починала. Там обаче среща лошото отношение на съседите си мюсюлмани, а откритата от нея лечебница е опожарена. Синът ѝ Джошуа е болен от пневмония и тя се завръща при лечителите в южните гори на Нигерия, опитвайки се чрез африканската медицина да живее колкото се може повече със сина си.
Поразена от болестта и споходилите я нещастия, почти ослепяла, тя започва да диктува спомените си на диктофон. Първата ѝ автобиографична книга „Родена съм в харем“ е издадена през 2001 г. Тя става широко дискутирана в Европа и Америка. Другите ѝ книги продължение са издадени посмъртно.
Половин година след като губи синът си, Чога Регина Егбеме умира на 25 юли 2003 г.

## Произведения
- Ich wurde im Harem geboren (2001)
Родена съм в харем, 1 и 2 част, изд.: „ИК Емас“, София (2003), прев. Ваня Пенева
- Die verbotene Oase (2003)
- Hinter dem Schleier der Tränen (2004)